# Atethmia centrago
Atethmia centrago là một loài bướm đêm thuộc họ Noctuidae. Nó được tìm thấy ở châu Âu ngoại trừ far north.

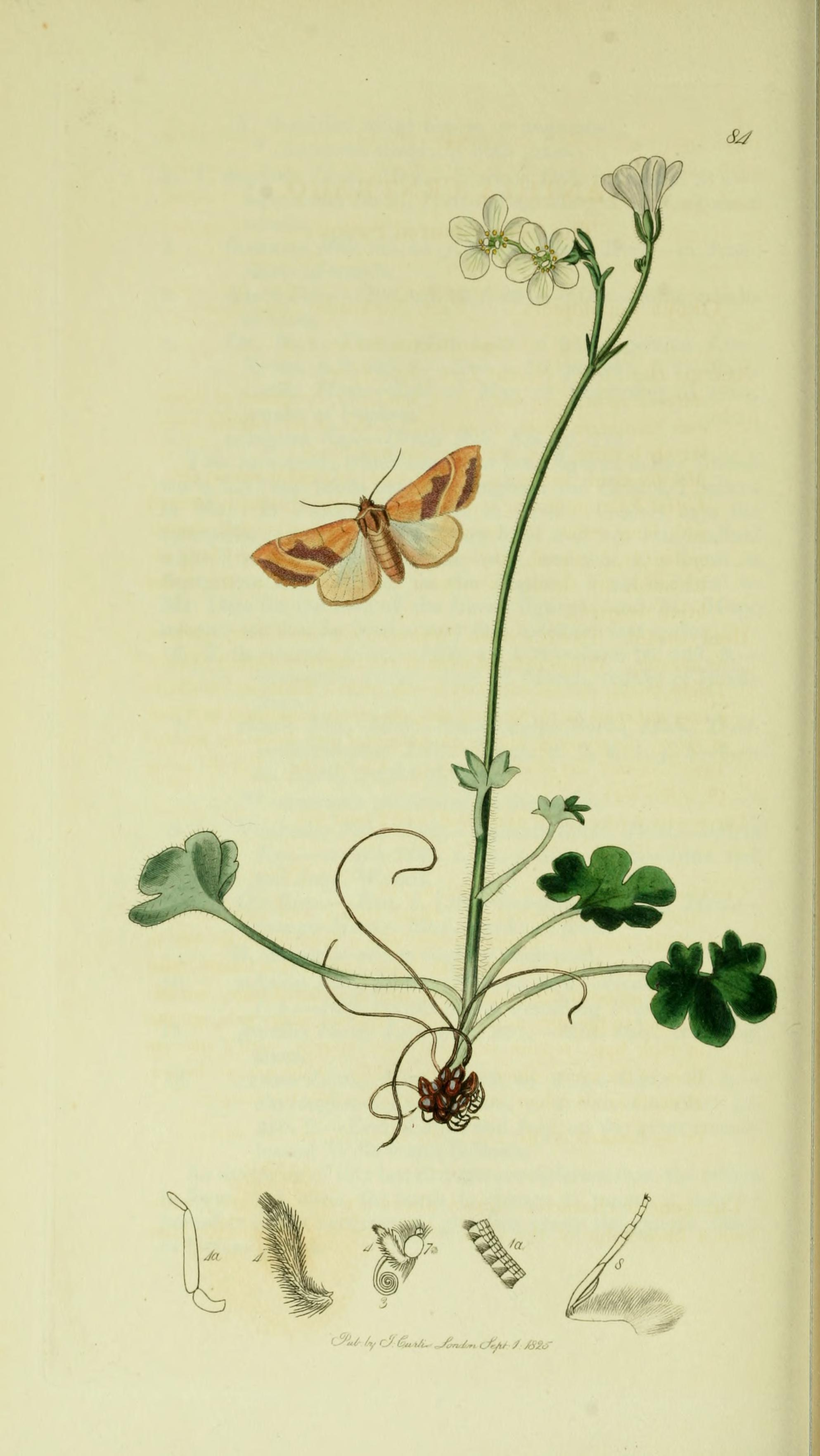
Hình minh họa của John Curtis's British Entomology Volume 5

Sải cánh dài 32–36 mm. Chiều dài cánh trước là 15–18 mm. Con trưởng thành bay làm một đợt in từ tháng 8 đến đầu tháng 10.
Sâu bướm chủ yếu ăn ash.

## Hình ảnh

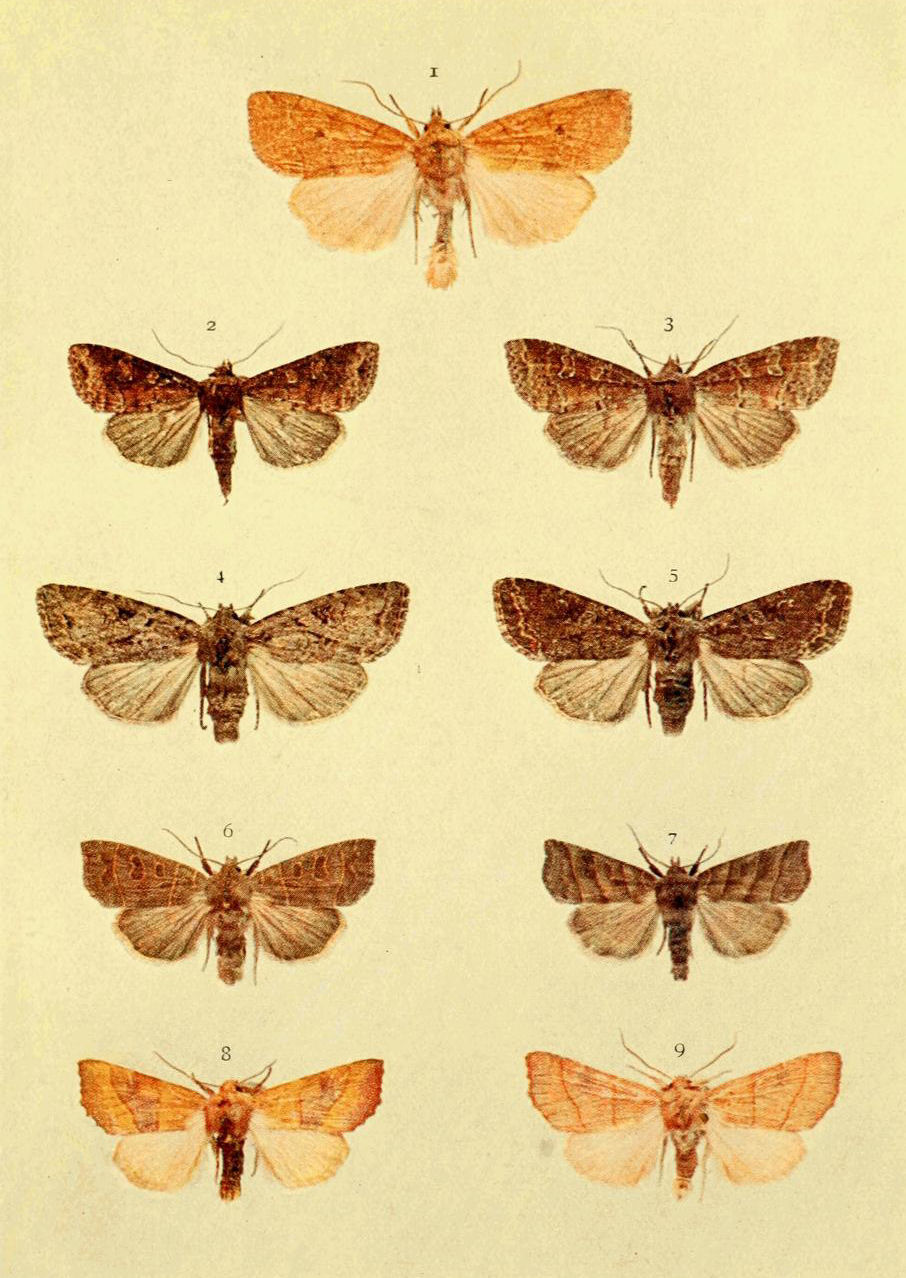